# Nils Schmäler
Nils Schmäler (Lüneburg, 10 novembre 1969) è un ex calciatore tedesco, di ruolo difensore.

## Biografia
Fratello gemello dell'attaccante Olaf Schmäler.
Ha militato fra le altre squadre nello Stoccarda, giungendo in finale nella Coppa UEFA 1988-1989 (giocando da titolare la doppia finale persa contro il Napoli); nel 1992 vinse poi la Bundesliga.
Terminata la carriera di giocatore è rimasto nel mondo del calcio, lavorando come osservatore per la Dinamo Dresda, il Tottenham Hotspur e il Manchester United.

## Palmarès

### Club
- Campionato tedesco: 1

Stoccarda: 1991-1992